# 小池謙一
小池 謙一（こいけ けんいち、5月9日 - ）は、日本の男性声優。以前はアーツビジョンに所属していた。新潟県出身。

## 出演作品

### テレビアニメ
2010年
- けいおん!!（店長）
- 咎狗の血（男）

2011年
- スイートプリキュア♪（校長先生、猫、博尺、大会委員長）
- 銀魂’（看守A）
- C（アントレ）
- トリコ（グラス、ハッチ、美食屋）
- 魔乳秘剣帖（村人B）

2012年
- アイカツ!（黒服）
- あらしのよるに ひみつのともだち（ロッソ、大人オオカミ、サル1）
- エリアの騎士（木所監督）
- ゴクジョッ。〜極楽院女子高寮物語〜（じいや）

2013年
- アラタカンガタリ〜革神語〜（罪人、兵士、悪友、ザンジの手下、六の鞘、店主）
- 絶対防衛レヴィアタン（大工）
- D.C.III 〜ダ・カーポIII〜
- 断裁分離のクライムエッジ（家臣）

### OVA
2012年
- +チック姉さん（多田）

### ゲーム
2009年
- アンティフォナの聖歌姫 〜天使の楽譜 Op.A〜

2012年
- アサシン クリード III

### 吹き替え
- エアポート2012（ルイス）
- ザ・パシフィック
- ヤング・スーパーマン（エミール医師）
- ザ・ロード
- ジョニー・イングリッシュ 気休めの報酬（カルレンコ）
- 新 三銃士 ニュー・ジェネレーションズ（ロックフォード）
- 新ビバリーヒルズ青春白書3
- ビッグ 〜愛は奇跡〜（ソ・イヌク）
- ボスを守れ
- リンカーン/秘密の書[2]
- レイン・オブ・アサシン
- レバレッジ 〜詐欺師たちの流儀4（トミー）

### ドラマCD
- 年下彼氏の恋愛管理癖(西島拓郎)
- 年下彼氏の恋愛管理癖 2 (西島拓郎)
- リボンの騎士（王様）

### デジタルコミック
- VOMIC 暗殺教室（寺坂竜馬）

### ボイスオーバー
- ナショナルジオグラフィック
  - 世界の巨大工場（ナレーション）
- アニマルプラネット
  - 怪物魚を追え！（シーズン2）
  - 人魚伝説〜失われた真実〜（ポール・ロバートソン）
- ディスカバリーチャンネル
  - 2012 人類は滅亡するのか?
  - 人質奪還のプロたち
- ヒストリーチャンネル
  - ブラッド・メルツァーの暗号解読（ブラッド・メルツァー）
  - アイスロード・トラッカーズ 〜ヒマラヤの断崖絶壁を走れ!（デイブ・レドモン）
  - アイスロード・トラッカーズ 〜北極圏を走れ!（ジョージ・スピアーズ）
  - 古代からの発見シリーズ
  - 世界の最強武術を体得せよシリーズ
  - アメリカお宝鑑定団 ポーン・スターズ
  - AMERICA：真実の物語
  - ショックウェーブ〜歴史的衝撃映像〜
  - ナチ・ハンターズ